# 艾爾馬克
艾爾馬克是一名登場於Midway和NetherRealm Studios格鬥遊戲《真人快打》中的虛構人物，以可解鎖角色在《終極真人快打3》（1995年）中首次亮相。該角的起源據傳為1992年初代遊戲中的小故障，《电子游戏月刊》發表的一篇文章延續了此說法。名字源於初代遊戲的偵錯選單，將文本（巨集錯誤）簡要拼成。雖然傳言非屬實，但在外界逐漸增多的關注下，從原本不存在的「都市傳說」成為了官方人物。
艾爾馬克是已故戰士亡魂的聚合體，擅長施展念力。起初以異界（Outworld）邪惡皇帝紹康打手的身份登場，之後因故改投正義一方。艾爾馬克善惡立場的轉變自2011年的重啟作《真人快打2011》之後仍延續。
除了遊戲外，艾爾馬克也出現在系列其他媒體中，包括1996年電視動畫《魔宮帝國：王國衛士》、1997年真人電影《魔宮帝國2》以及2011年真人網路劇《魔宮帝國：遺產》。該角憑藉特殊能力和終結技頗受好評，而令人難忘的誕生歷程得以在遊戲史中佔有一席之地。

## 概念與歷史
在1992年初代《真人快打》遊戲的偵錯選單中，《真人快打》共同創作者兼程式設計師艾德·布恩創建的巨集訊息會顯示於检查画面中，以抓出錯誤的程式。系列開發商Midway Games自1990年街機版《電視鬥士》以來持續採用此做法。隨著程式的重複使用，代表巨集錯誤的數次簡要拼寫成。在遊戲的早期版本中，文本出現於检查画面中名為（尚宗被擊倒的次數）的計數器下方。然而，當布恩在第三次修訂中添加隱藏角色蜥蝪人時，列在統計畫面（蜥蝪人被發現的次數）和（蜥蝪人參戰次數）項目的下方，激發玩家開始探尋另一位名為「艾爾馬克」的隱藏角色。
 1993年3月從遊戲的第五次也是最後一次更新中刪除了一列；但《电子游戏月刊》刊登了一封來自粉絲「東尼·凱西」（Tony Casey）的來信，聲稱他和朋友在遊戲對戰中碰上了名為艾爾馬克的紅色忍者，並附上用立可拍拍的遊戲截圖照當證據，加劇外界對該角的猜測。雜誌不知情，照片其實篡改自超級任天堂版遊戲的「戰士神社」（Warrior Shrine）舞台上擺出勝利姿勢的黃忍者角色——魔蠍，後者被染成紅色並在畫面中央放上（艾爾馬克勝利）字樣。在兩期後雜誌的讀者回复中，有人提出如何見到該角的方法或指令。原本就不存在的艾爾馬克被外界傳成一位紅色忍者的形象；另一版傳言中，有玩家聲稱遊戲偶爾會發生小故障，導致魔蠍的精灵图閃爍成紅色，角色血條名則顯示成或。然而，巨集計數器的數字在出現真正的故障時無法增加，角色的紅色調色也隨之失效，此傳言僅為空談。
雖然在1993年續作《真人快打II》中添加一道指示（艾爾馬克不存在）的加密訊息，但布恩和營銷總監羅傑·夏普（Roger Sharpe）從未直言否認角色存在於遊戲中。1995年10月，《电子游戏月刊》事件發生兩年後，因開發方認為角色已從虛構轉變為都市傳說，將他納入系列的理據充足，艾爾馬克正式被添加到《終極真人快打3》（《真人快打3》加強版）的可選角色名單中。布恩在2011年澄清了Twitter上的謠言，表示他持續保密一列的含義，以在粉絲間掀起角色相關的猜測話題。
NetherRealm Studios（前身）在隨後的《真人快打》遊戲和相關媒體中夾帶謠言和《电子游戏月刊》惡作劇的典故。艾爾馬克現身於系列共同創作者約翰·多比亞斯編寫和繪製的《真人快打II》漫畫前傳（1994年）的一格分鏡中。《真人快打6》（2004年）的訓練模式中包含一項訊息：「『艾爾馬克』即『巨集錯誤』縮寫的事實鮮為人知」；《真人快打X》（2015年）為了致敬他的誕生歷程，艾爾馬克和系列新角武田之間的賽前介紹文中重申了該訊息。艾爾馬克擔任《真人快打：少林武僧》（2005年，《真人快打II》的衍生清版动作游戏）中「戰士神殿」（Warrior Shrine）關卡的彩蛋頭目。此外，艾爾馬克的案例並非《真人快打》系列唯一，《真人快打II》不存在的女忍者角色緋紅與其背景相似，被列為2011年重啟遊戲《真人快打2011》中的可玩角色，象徵該公司二度將粉絲傳言變為現實。

## 設計與塑造

於《真人快打6》中重新設計的艾爾馬克

艾爾馬克由約翰·特克（John Turk）在《終極真人快打3》和1996年合輯《真人快打三部曲》以動作捕捉扮演。艾爾馬克身為色調置換角色，除了紅衣色和更深的膚色外，初期外貌與系列中的其他男忍者完全相同。在系列遊戲缺席八年後，於《真人快打6》以可玩角色回歸，系列首席角色設計師兼藝術總監史蒂夫·貝蘭（Steve Beran）賦予他獨特的外貌設計。貝蘭稱，為了與之前的形象大為不同而出手改造舊角色們。《真人快打2011》保留了他在《真人快打6》設計，同時在服裝上增添更多黑色調。到了《真人快打X》，艾爾馬克的身材較為修長、面具暴露了更多的臉孔，顯露出類似木乃伊的腐爛皮膚。據的設定，瘦弱的身形源自他自己的身體內部的亡靈失去控制，而胸前的金屬護符則為了讓自己身體維持完好無損的狀態。角色設計師賈斯汀·默瑞（Justin Murray）的概念藝術圖中，護身符最初覆蓋住臉孔且「牢固地釘在頭骨深處」。默瑞早期設計曾讓艾爾馬克的身材更結實並穿著一身黑。
艾爾馬克的終結技「內在運作」（Inner Workings，《真人快打X》）是將對手懸浮半空中，隔空折斷脊椎，再以念力將他的胃腸器官從口中拉出。終結技由遊戲的首席設計師（John Edwards）構思，表示：「記得將此帶上自薦會議時，台下的人像在反應『搞笑又噁心』，令我引以為榮。」呈現終結技圖像暴力的音效取自黏液和馬桶吸把。
遊戲配音方面，《真人快打6》由吉姆·詹蒂萊（Jim Gentile）擔任；《真人快打2011》由麥克·麥康諾擔任；《真人快打X》由賈米森·布萊斯負責。

### 遊戲能力
艾爾馬克成為《終極真人快打3》中唯一未出現在過往系列遊戲中的玩家角色，和經典絕對零度及梅麗娜並列可解鎖的三名隱藏角色。身為換色角的他共享魔蠍的「瞬移一拳」（Teleport Punch）動作和煙霧的「勾拳斬首」（Uppercut Decapitation）終結技。特色必殺技兼系列招牌技能「念動猛擊」（Telekinetic Slam）能將對手懸浮起來，接著猛地摔在地上。艾德·布恩認為經由巧妙操控，艾爾馬克可歸類於《終極真人快打3》最強角色，而《GamePro》評為針對倒地對手的最佳選擇。
蔡李佛為該角在《真人快打6》和《末日戰場》中的主要戰鬥風格，專門抵抗多名攻擊者的武術（正如《真人快打6》結局的表現）。GameSpy網站稱Combo技能為「強大」，但認為特殊動作獨自使用效果較差。GameFront網站的米契·薩爾茲曼（Mitchell Saltzman）將艾爾馬克稱為《真人快打2011》中對新手友好的角色，而高手則能用他施展出高傷害的組合技。艾爾馬克在《真人快打X》會漂浮在場地上而非步行，且對標遊戲中的其他可玩角色，戰鬥風格分有三種變化。普莉瑪遊戲的布萊恩·道森（Bryan Dawson）在攻略文中寫道，該角非常適合遠距離格鬥以及補刀倒地對手。

## 登場

### 在電子遊戲中
艾爾馬克設定為已故戰士亡魂的聚合體，外星虛構世界「異界」（Outworld）邪惡皇帝紹·可汗的打手。多樣靈魂的結合導致他擁有念力並以複數（如「我們」）稱呼指代自己。他在《終極真人快打3》中，參與了可汗入侵地球界（Earthrealm）的第三場比賽中。以《真人快打3》強化版引入的艾爾馬克，此時的人物背景設定為：「自首屆《真人快打》以來持續隱身，地球和異界都沒人認出這位難以捉摸的忍者。艾爾馬克想憑藉在大賽中取勝出盡鋒頭……同時警告將勢不可擋地回歸第四屆《真人快打》。」
艾爾馬克從系列主線劇情中消失一段時間，直到《真人快打：致命同盟》（2002年）中，紹康和劉康一起被邪惡巫師尚宗與拳痴殺死後，艾爾馬克仍然在主人的控制之下，在沒有指示的情況下流浪異界，直到碰上出於憐憫的盲劍客劍痴將他從紹康的咒語中解脫。為了致以謝意，艾爾馬克將念動猛擊傳授給劍痴。
在《真人快打6》投奔正義勢力，為自己幫可汗所犯下的罪行贖罪。艾爾馬克拜訪了劉康的亡魂，請求幫助拯救他的朋友們——死於《致命同盟》並被本作大頭目奥拿伽重生、精神控制的強尼·凱吉、賈克斯、刀鋒索尼婭、琪塔娜與空佬。在主線劇情之前設定的遊戲訓練模式中，艾爾馬克曾被可汗派往地下界（Netherrealm）擊敗惡魔艾希拉，但受到魔法束縛而耗盡了他的力量。直到碰上本作主角蘇荊軻為他找到了恢復力量的「靈魂之石」（Soul Stone），艾爾馬克訓練蘇荊軻當作補償。艾希拉誤認艾爾馬克也是個惡魔並試圖殺死他，但艾爾馬克擊敗了她。在艾爾馬克的經典結局中，在劉康亡魂的幫助下，他得以同時擊退被控制的五位朋友。雖然奥拿伽最終被擊敗，但認為事情還未結束。在一段沒有往下探討的次要劇情中，艾爾馬克察覺奥拿伽只是個傀儡，後者被某種無形、更強大的東西所控制。
《末日戰場》的片頭電影中，艾爾馬克在虛構的伊甸園（Edenia）南區阿古斯金字塔（Pyramid of Argus）與地球英雄並肩作戰，參加一場皇家之戰。除了和幾乎所有其他人一起死去之外，戲份並不多。在影片中，他和夜狼被西瓦壓制，直到被劍痴搭救；隨後，拳痴襲擊了劍痴，但艾爾馬克卻背叛劍痴並對他投擲斷裂的金字塔，實際上，此艾爾馬克由尚宗所偽裝。在非正史結局中，艾爾馬克的軀體被最終頭目火炎打裂，體內的戰士靈魂形成了各自獨立的個體，但精神意識上仍聯繫在一塊，使艾爾馬克不再孤身一人，可謂「一整支軍隊」。
艾爾馬克的劇情線在《真人快打2011》中重啟，在首部遊戲的少林淘汰賽中敗給了劉康。在遊戲修改後的劇情中，他使用念力摧毀了賈克斯的手臂，導致後者植入仿生手臂。艾爾馬克的結局中，揭曉伊甸園統治者傑羅德國王（King Jerrod）的靈魂被困在他的體內，國王同時也是辛黛爾的丈夫和琪塔娜之父；艾爾馬克控制了與可汗交戰的亡魂。
在《真人快打X》主線劇情的配角，身為異界王位繼承者他的仍忠於紹康；當美蓮娜和科塔爾汗為王國的統治而與紹康發生內戰時，發現美蓮娜是基因創造物，不是紹康的親生女兒，稱不上為王位的真正繼承人，最終艾爾馬克選擇站在科塔爾汗那邊。艾爾馬克和科塔爾汗、蜥蜴人、艾倫·布萊克、菲拉與托爾以及凱茜·凱吉為首的特種部隊結盟。由於體內靈魂雜音，他免疫劍痴之子武田的心灵感应，但隨後被武田毆打。接近尾聲時，賈克斯的女兒賈姬·布里吉斯為了父親的斷手而向艾爾馬克報復。在艾爾馬克的結局中，當他的靈魂突然被復活的尚宗吞噬時，回到紹康廢棄的堡壘尋找召喚自己的聲音，使艾爾馬克處於虛弱狀態。身為科塔爾汗選擇的戰士一員，他還出現在科塔爾汗結局的結尾面板中，試圖利用每十年一次的真人快打比賽，從雷電手中奪回異界的主權。
艾爾馬克未在《真人快打11》中成為劇情和可玩角色，僅以一具被尖刺刺穿的屍體客串登場。檢查艾爾馬克屍體，玩家將獲得艾爾馬克的靈魂護符，恰好是本作模式（一座尋寶地牢）中一件重要的關鍵物品。在《真人快打1》 （2023年）的重啟故事情節中，艾爾馬克再次成為亡魂聚合體，改由拳痴（Quan Chi）所創造。

### 其他出場
艾爾馬克出現於1996年電視動畫《魔宮帝國：王國衛士》的兩集，由克蘭西·布朗配音；該角在當中罕見的露出面具下的面孔。在1997年真人電影《魔宮帝國2》擔任小角色，由副武術指導約翰·麥德倫（John Medlen）扮演，僅在片尾字幕中標出該角的姓名。雖然劇本與包含《Syfy娛樂》和《黑帶》在內的媒體出版物提及了他的念力，但在電影中未能見識。
取自《末日戰場》的情節，該角和劍痴登場於2011年網路劇《魔宮帝國：遺產》第二季的兩集，但劇情與遊戲有所不同；在紹康的命令下，艾爾馬克擔任隱藏於洞穴中的「戰鬥之劍」（the sword of Sento）守護者，在劍痴試圖取劍時弄瞎了對方的眼。在下一集真人快打淘汰賽中與劍痴交手，並嘗試奪回劍，但最終被劍痴擊敗。艾爾馬克由特技演員兼武術家基姆·多·阮（Kim Do Nguyen）扮演；化妝師克里斯汀·丁斯利將形象設計成皮膚腐爛、戴著兜帽、穿著破爛黑長袍的惡魔。
艾爾馬克在《真人快打6》小說版客串，並在DC漫畫公司推出的2015年有限漫畫系列《真人快打X：血緣》（Mortal Kombat X: Blood Ties）幾期中扮演配角，漫畫屬《真人快打X》的前傳。2011年，玩具商Jazwares將該角選入發售的六款可動人偶中。高級圖像（Advanced Graphics）推出了等身大小紙板立牌。Syco收藏（Syco Collectibles）於2012年推出了限量（250件）18英寸的寶麗石雕像。

## 反響
艾爾馬克的誕生史是評論家間對該角的常談話題。GamesRadar+網站主編艾瑞克·布拉徹（Eric Bratcher）在2009年《电子游戏月刊》的遊戲回顧中將艾爾馬克的誕生歸功於自家雜誌的惡作劇，《Mental Floss》雜誌的魯迪·奧比亞斯（Rudie Obias）歸因於粉絲對角色熱情的成果。《The Escapist》雜誌的威廉·布拉德沃思（William Bloodworth）將粉絲對艾爾馬克的反應比作《寶可夢》系列的小故障MissingNo.。1UP.com的史提夫·華茲（Steve Watts）在2011年一篇文章寫道，諸如艾爾馬克之流、所謂電子遊戲故障「持續存在於傳說，直到創作者別無選擇，只能將其兌現。」2012年PAX游戏展上首播的網路劇《PopFiction》一集中，GameTrailers的工作人員根據《电子游戏月刊》發表的讀者指示，於第一場比賽中嘗試拜訪艾爾馬克宣告失敗。
該角在《真人快打6》的發展受到好評，幾家遊戲媒體將他評為《真人快打》系列角色之最。在2014年評論道：「這位紅衣忍者也許不像絕對零度或魔蠍那像的招牌人物，但憑藉那……超自然、類似西斯的念力，很難不愛上艾爾馬克。」在的2009年最佳調色置換電子遊戲角色名單中，艾爾馬克和《真人快打》的其他男性忍者並列第三名。反之，《Game Informer》的丹·瑞克特（Dan Ryckert）2010年在一篇文章中寫道，除了魔蠍和絕對零度外，他不希望像艾爾馬克這類的同模換色角出現在未來的系列中，而GameSpot網站的傑夫·傑斯特曼認為要在《終極真人快打3》中成功解鎖艾爾馬克簡直在「找麻煩」。《時代》雜誌的伊凡·納西（Evan Narcisse）指出，艾爾馬克在《真人快打2011》中的新服裝似乎有意與絕對零度作區別。漫畫書資源網的尼可拉斯·布魯克斯（Nicholas Brooks）則注意到角色善惡立場的轉變：「艾爾馬克一開始是反派，後來成為了英雄，最後發現與確保領土安全的一方結盟才是正解。艾爾馬克可歸類為系列中最具層次的角色。」
遊戲能力方面，艾爾馬克在《真人快打2011》的終結技「害蟲防治」（Pest Control）能將對手縮小，然後再一腳將其踩死，獲得評論家好評，原因包括幽默元素的運用。當2015年3月在YouTube上傳《真人快打X》的終結技「內在運作」預告片後，因成像表現而獲得關注，不到一個月內累積了超過85萬次觀看。《芝加哥讀者報》的萊恩·史密斯（Ryan Smith）在2015年4月的一篇題為「有《真人快打》終結技玩過頭了？」中描述：「托爾金會想出來的中世紀酷刑之舉。」
該角在另類媒體方面的定位則獲得負面的反應。他在《魔宮帝國2》的出現被Newsarama網站的賽斯·羅賓森（Seth Robison）斥為「毫無用處」。Uproxx網站的奈森·伯奇（Nathan Birch）形容為「紅色翻版的魔蠍」，並批評他在電影中與刀鋒索尼婭的打鬥「不倫不類」。費內特頻道的卡洛·里昂（Carl Lyon）譴責《遺產》中角色的設計以及定位：「一名對手在外的小支線……很快就敗北了。」

## 備註
1. ↑  顯示遊戲統計數據並用於評估機器運作狀態的畫面[9]。
2. ↑  該簡稱被誤解成（裝置錯誤）[12]或（各裝置成果）[13]。
3. ↑  「艾爾馬克代表了他主人在《真人快打X》中遺留下的產物——紹·可汗（英语：Shao Kahn）的活體監獄。肉體狀態在時間流動下無法完美保持，對體內靈魂的控制隨之鬆懈，我們想腐爛跡象來體現……同時回味了他在《真人快打6》登場時用螺栓固定在胸口以串連整體的設計，該服裝旨在展現帝國權威。」[5]

## 外部連結
- 網站上的艾爾馬克 （页面存档备份，存于）